# Maihueniopsis darwinii
Maihueniopsis darwinii là một loài thực vật có hoa trong họ Cactaceae. Loài này được (Hensl.) F.Ritter mô tả khoa học đầu tiên năm 1980.

## Hình ảnh

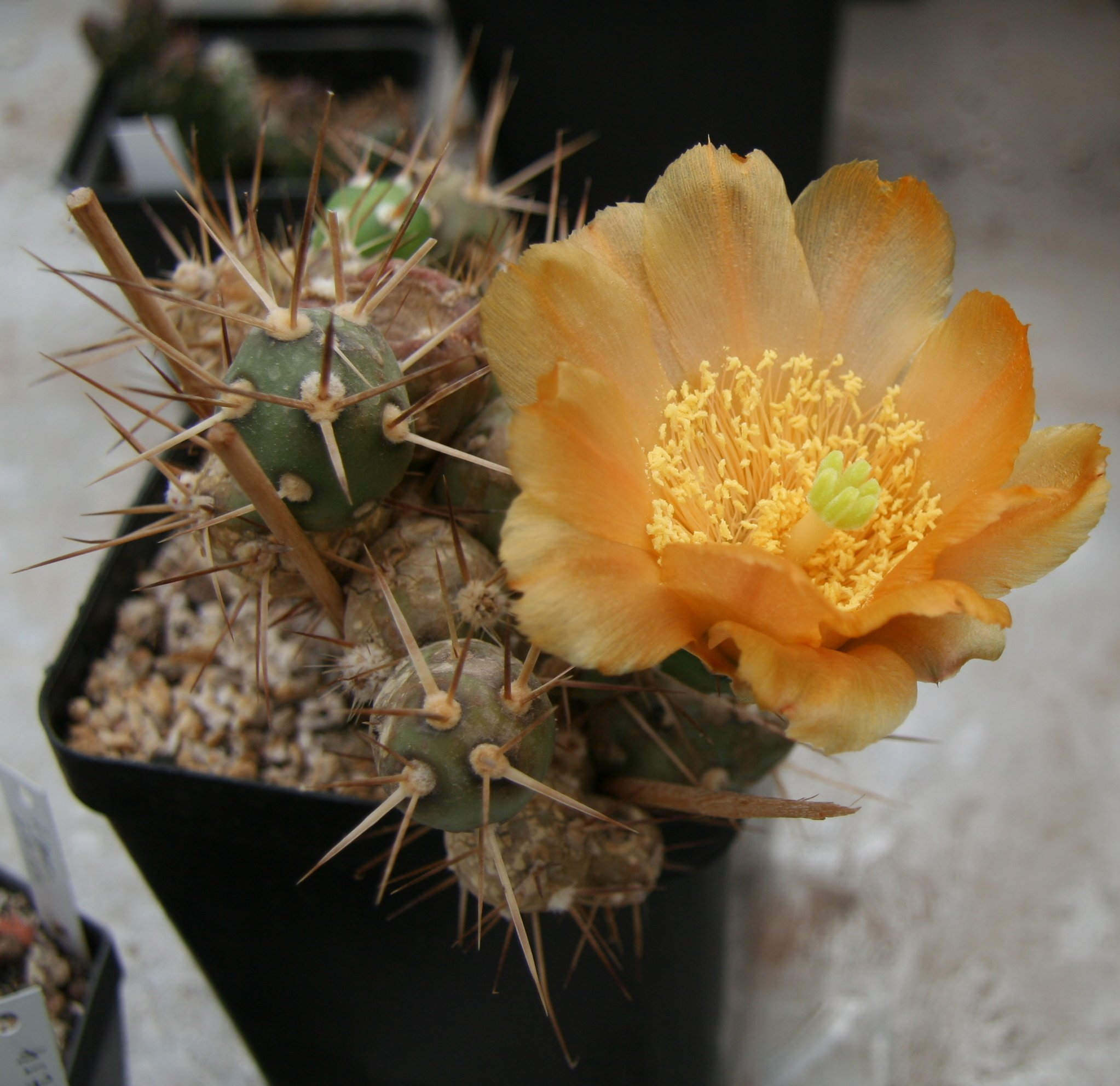
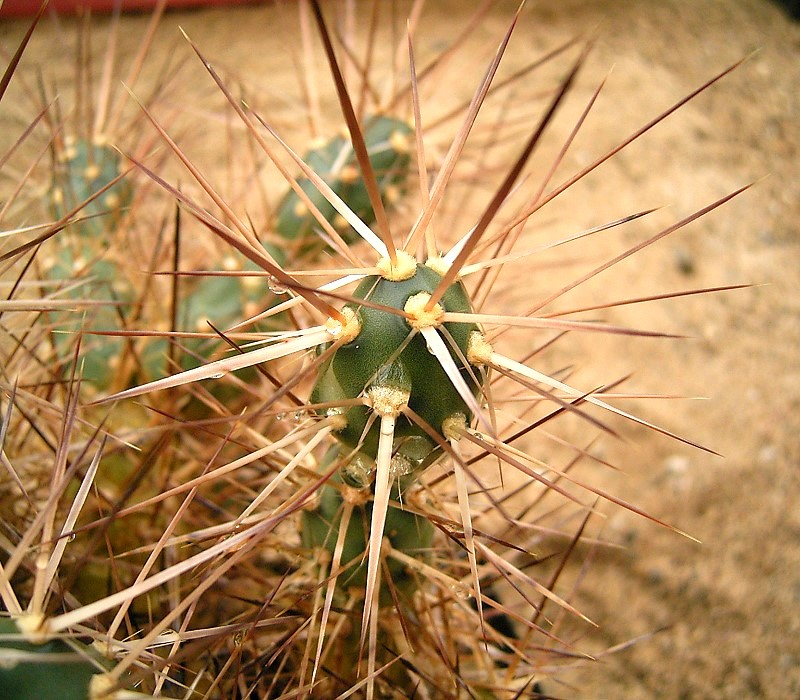
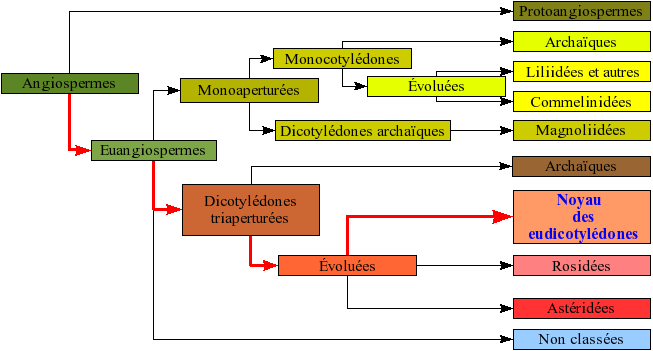
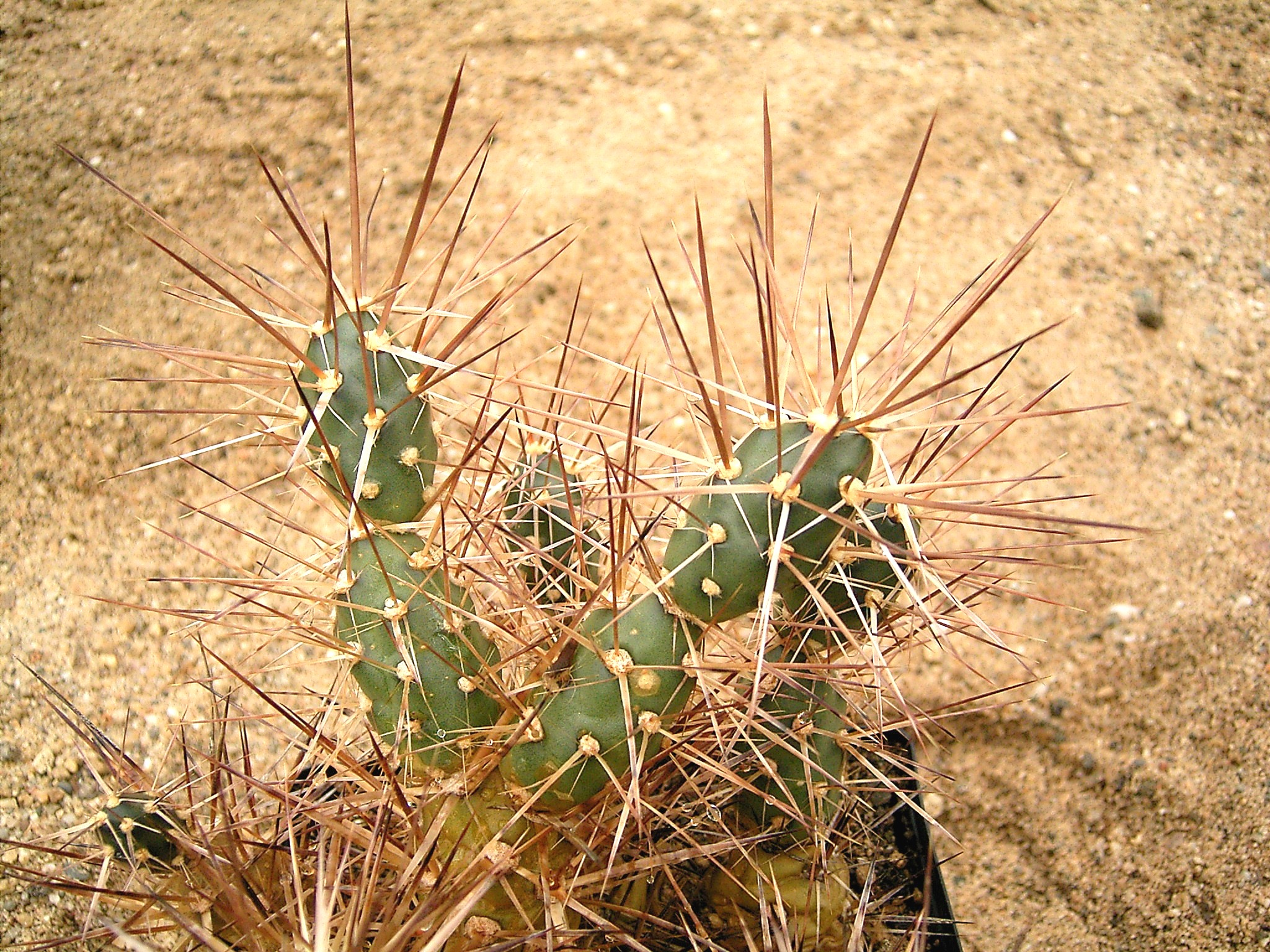